# Château des Bruneaux
 (mai 2017).
Si vous disposez d'ouvrages ou d'articles de référence ou si vous connaissez des sites web de qualité traitant du thème abordé ici, merci de compléter l'article en donnant les références utiles à sa vérifiabilité et en les liant à la section « Notes et références ».
Le château des Bruneaux est un vestige de l'histoire de Firminy. On y trouve également une mine témoin. Le château est également entouré d'un parc boisé et depuis quelques années[Quand ?] la mairie a créé un jardin médiéval.

## Localisation
Le château des Bruneaux est situé au 3 rue Chanzy à Firminy.

## Le château
La date de construction du château nous est inconnue mais son existence est mentionnée pour la première fois en 1420. C'est seulement au XVIIIe siècle qu'il prend son véritable essor grâce à la famille Anselmet. Du XVIIIe siècle sont conservées la cuisine, les pièces attenantes et les caves.
Grâce au mariage de Anne-Marie Anselmet avec Jean-Baptiste de Charpin, le château des Bruneaux passe sous le contrôle de la famille Charpin, famille importante dans le Forez. C'est ce couple qui va construire le bâtiment tel que nous le connaissons aujourd'hui dans un style Louis XVI. En 1896, le château change à nouveau de propriétaire pour passer à la famille Chapelon, qui est expropriée en 1967. Depuis le château est la propriété de la commune.
Dans le château on peut admirer des pièces du XVIIIe siècle, le château accueille régulièrement des expositions temporaires.
Le château est partiellement inscrit au titre des monuments historiques par arrêté du 21 novembre 1975.

## La mine témoin
Réalisée entre 1982 et 1989, elle permet de voir ce qu'a été l'extraction du charbon dans la vallée de l'Ondaine. Piloté par la Société d'Histoire, son aménagement a été l'œuvre d'anciens mineurs qui ont bénévolement recréé l'ambiance des galeries en utilisant des outillages et des structures retirées des mines avant leur abandon. En cheminant dans ce sous-sol reconstitué, le visiteur peut aussi découvrir, grâce à ces matériaux authentiques, l'évolution des méthodes de boisage et d'extraction. 
A Firminy même, toute activité minière a cessé depuis 1920 ; un jardin public tout proche du centre ville, le parc Brunon, a été aménagé à l'emplacement d'un des derniers sites d'extraction. Mais l'activité s'est poursuivie dans les communes proches du Chambon-Feugerolles et La Ricamarie, où le dernier puits de mine, le très moderne puits Pigeot, s'est arrêté en 1983 et a disparu du paysage en 1989.

## Le parc
Le parc est constitué d'un bois où les appelous aiment se promener pour rechercher la verdure et l'ombre en période de chaleur.

## Le jardin
Depuis quelques années[Quand ?] la mairie de Firminy a reconstitué un jardin médiéval. En saison, une vente des produits est effectuée.

## Fréquentation
| 2006  | 2007  | 2008  | 2009  | 2010  | 2011  | 2012  | 2013  | 2014  |
| ----- | ----- | ----- | ----- | ----- | ----- | ----- | ----- | ----- |
| 2 340 | 3 397 | 2 060 | 2 972 | 2 936 | 3 864 | 4 230 | 4 583 | 4 872 |